# Fernandezina dasilvai
Fernandezina dasilvai là một loài nhện trong họ Palpimanidae. Loài này được phát hiện ở Brasil.